# Bahnhof Frankfurt (Main) Taunusanlage
Der Bahnhof Frankfurt (Main) Taunusanlage ist ein unterirdischer S-Bahn-Haltepunkt des City-Tunnels Frankfurt im Zentrum von Frankfurt am Main. Der Bahnhof befindet sich im Stadtteil Westend-Süd an der Grenze zur benachbarten Innenstadt und dem Bahnhofsviertel. Namensgeber der Station ist der in der Nähe gelegene Park Taunusanlage, ein Teilstück der Frankfurter Wallanlagen, die ringförmig die Innenstadt umgeben.
Die Station wurde zusammen mit dem ersten Abschnitt des City-Tunnels im Mai 1978 eröffnet. Sie besteht aus zwei Gleisen, die an einem Mittelbahnsteig liegen. Der Zugang führt über zwei getrennt voneinander liegenden Fußgängerebenen zur Mainzer Landstraße/Opernplatz sowie zum Stadtteil Westend. Bis zur Aufgabe der Besetzung der Stationen mit Personal zur Abfertigung war in der Mitte des Bahnsteigs eine Kanzel zur Überwachung durch das Aufsichtspersonal vorhanden. An den Bahnsteigenden konnten die Betriebsräume zur Lüftungszentrale erreicht werden. 2001 wurden die bis dahin grün gefliesten Bahnsteigsäulen grün gestrichen sowie die grünen Streifen auf den Hintergleiswänden dunkelblau überstrichen.
Die Fahrtreppen liegen rund um das Deutsche-Bank-Hochhaus. Die Station ist ein wichtiger Knotenpunkt für Berufspendler, da in unmittelbarer Nähe viele Unternehmen, vor allem aus der Finanzbranche, ihren Sitz haben. Der Bereich rund um den S-Bahnhof wird daher auch als Bankenviertel bezeichnet.
Zwischen 2014 und 2016 wurde die Station optisch modernisiert sowie die Böden erneuert. Im Januar 2016 wurden in der Verkehrsstation zwei neue DB ServiceStores eröffnet.
Bis zur Umstellung des City-Tunnels Frankfurt auf das elektronische Stellwerk im August 2018 war die Station als eigener Bahnhof definiert, danach als Bahnhofsteil des Bahnhofs Frankfurt (M) Hauptbahnhof. Dies war insofern eine Besonderheit, als  dies eine Abweichung von der Eisenbahn-Bau- und Betriebsordnung (EBO) darstellte, welche für Bahnhöfe das Vorhandensein mindestens einer Weiche vorsieht. Diese war an der Station Taunusanlage aber nicht vorhanden. Durch die Umwandlung in einen Bahnhofsteil ist diese Abweichung aufgehoben.

## Anbindung

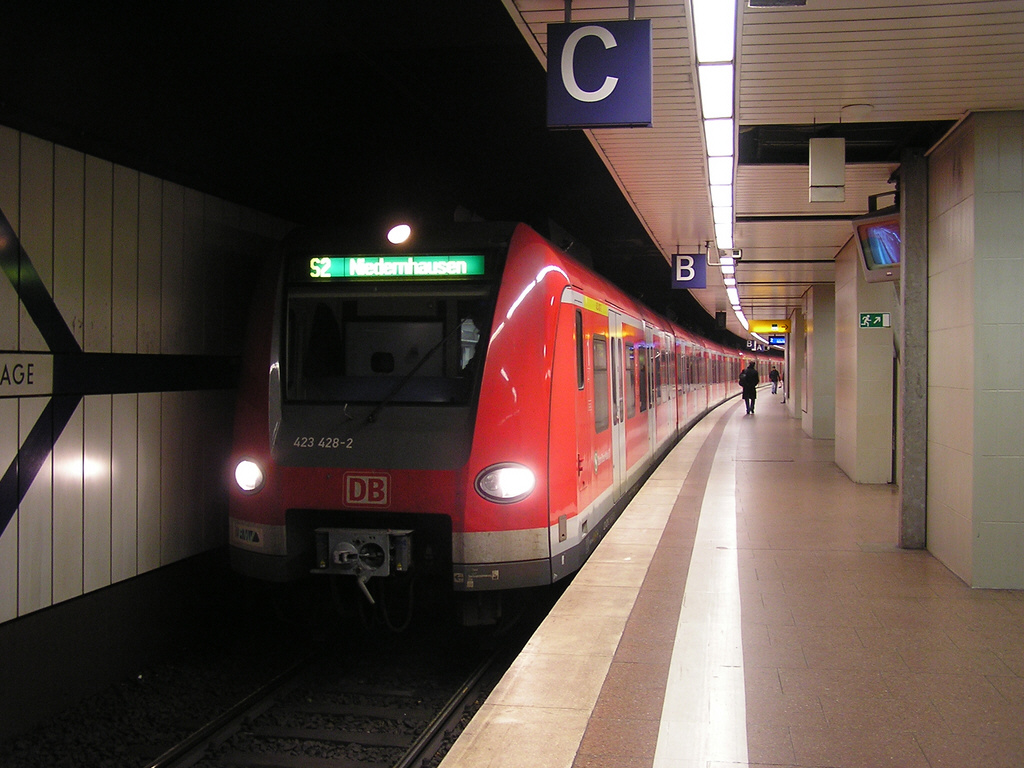
S-Bahn im Bahnhof Frankfurt (Main) Taunusanlage

Der Bahnhof wird ausschließlich von S-Bahnen der Linien S1, S2, S3, S4, S5, S6, S8 und S9 bedient. Bis auf die S-Bahn-Linie S7 verkehren alle S-Bahnen der S-Bahn Rhein-Main über die Station. Es bestehen Umsteigemöglichkeiten zu den Buslinien 64, n1, n2 und n11.

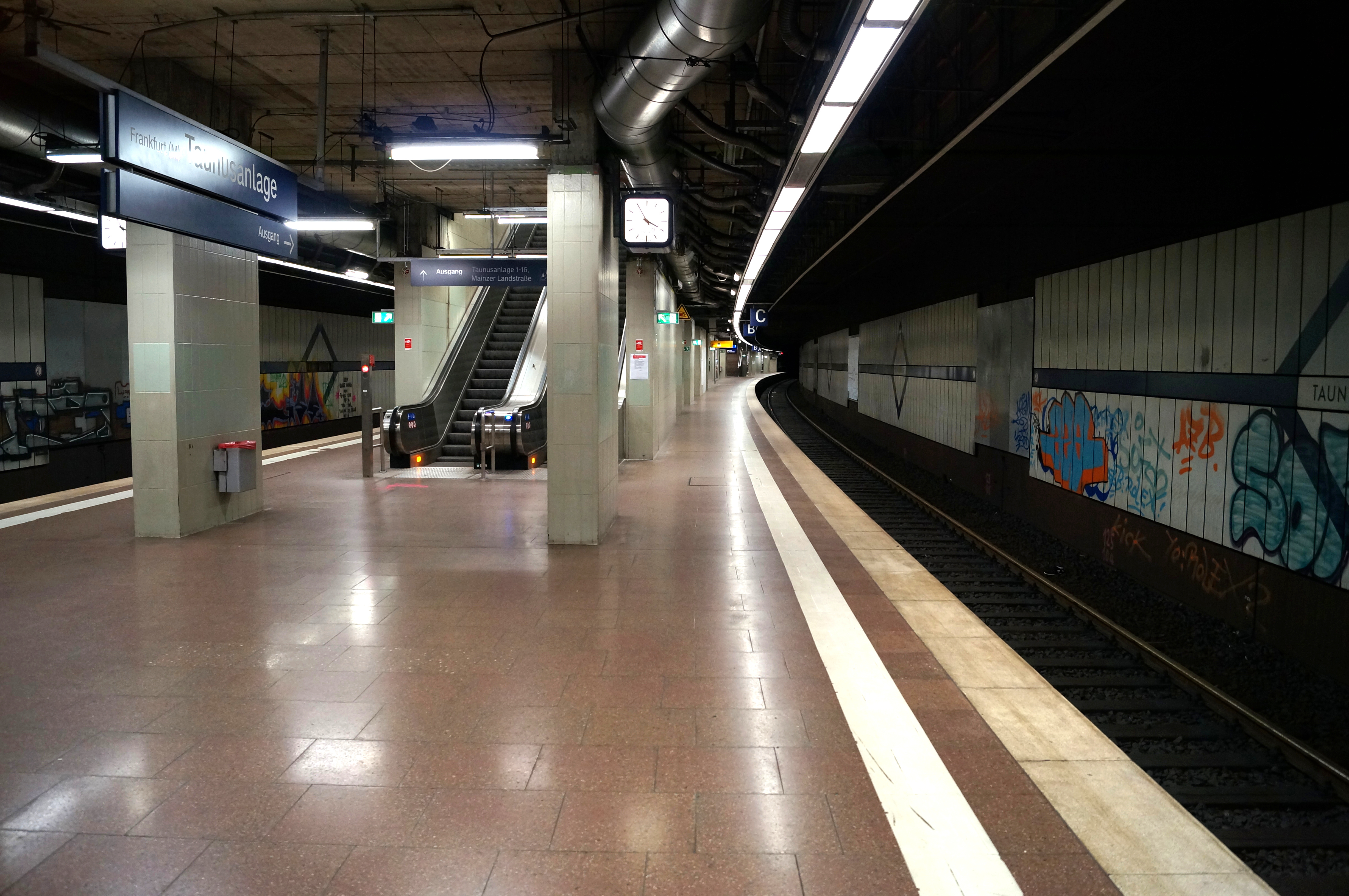
Der Bahnhof Taunusanlage vor der Modernisierung 2014

| Linie                    | Verlauf | Takt |
| ------------------------ | --- | --- |
| S1                       | Wiesbaden Hbf – Wiesbaden Ost – Mainz-Kastel – Hochheim (Main) – Flörsheim (Main) – Eddersheim – Hattersheim (Main) – Frankfurt-Sindlingen – Frankfurt-Höchst Farbwerke – Frankfurt-Höchst – Frankfurt-Nied – Frankfurt-Griesheim – Frankfurt (Main) Hbf tief – Frankfurt (Main) Taunusanlage – Frankfurt (Main) Hauptwache – Frankfurt (Main) Konstablerwache – Frankfurt (Main) Ostendstraße – Frankfurt (Main) Mühlberg – Offenbach-Kaiserlei – Offenbach Ledermuseum – Offenbach Marktplatz – Offenbach (Main) Ost – Offenbach-Bieber – Offenbach-Waldhof – Obertshausen – Rodgau-Weiskirchen – Rodgau-Hainhausen – Rodgau-Jügesheim – Rodgau-Dudenhofen – Rodgau-Nieder-Roden – Rodgau-Rollwald – Rödermark-Ober Roden                              | 30 min 15 min (Hochheim–Rödermark zur HVZ und Flörsheim–Offenbach Ost werktags tagsüber) |
| S2                       | Niedernhausen (Taunus) – Niederjosbach – Bremthal – Eppstein – Lorsbach – Hofheim (Taunus) – Kriftel – Frankfurt-Zeilsheim – Frankfurt-Höchst Farbwerke – Frankfurt-Höchst – Frankfurt-Nied – Frankfurt-Griesheim – Frankfurt (Main) Hbf tief – Frankfurt (Main) Taunusanlage – Frankfurt (Main) Hauptwache – Frankfurt (Main) Konstablerwache – Frankfurt (Main) Ostendstraße – Frankfurt (Main) Mühlberg – Offenbach-Kaiserlei – Offenbach Ledermuseum – Offenbach Marktplatz – Offenbach (Main) Ost – Offenbach-Bieber – Heusenstamm – Dietzenbach-Steinberg – Dietzenbach Mitte – Dietzenbach Bhf | 30 min 15 min (zur HVZ) |
| S3                       | Bad Soden (Taunus) – Sulzbach (Taunus) Nord – Schwalbach a Ts (Limes) – Schwalbach a Ts (Limes) Nord – Niederhöchstadt – Eschborn – Eschborn Süd – Frankfurt-Rödelheim – Frankfurt (Main) West – Frankfurt am Main Messe – Frankfurt (Main) Galluswarte – Frankfurt (Main) Hbf tief – Frankfurt (Main) Taunusanlage – Frankfurt (Main) Hauptwache – Frankfurt (Main) Konstablerwache – Frankfurt (Main) Ostendstraße – Frankfurt (Main) Lokalbahnhof – Frankfurt (Main) Süd | 30 min |
| S4                       | Kronberg (Taunus) – Kronberg Süd – Niederhöchstadt – Eschborn – Eschborn Süd – Frankfurt-Rödelheim – Frankfurt (Main) West – Frankfurt am Main Messe – Frankfurt (Main) Galluswarte – Frankfurt (Main) Hbf tief – Frankfurt (Main) Taunusanlage – Frankfurt (Main) Hauptwache – Frankfurt (Main) Konstablerwache – Frankfurt (Main) Ostendstraße – Frankfurt (Main) Lokalbahnhof – Frankfurt (Main) Süd | 30 min |
| S5                       | Friedrichsdorf (Taunus) – Seulberg – Bad Homburg – Oberursel (Taunus) – Oberursel-Stierstadt – Oberursel-Weißkirchen/Steinbach – Frankfurt-Rödelheim – Frankfurt (Main) West – Frankfurt am Main Messe – Frankfurt (Main) Galluswarte – Frankfurt (Main) Hbf tief – Frankfurt (Main) Taunusanlage – Frankfurt (Main) Hauptwache – Frankfurt (Main) Konstablerwache – Frankfurt (Main) Ostendstraße – Frankfurt (Main) Lokalbahnhof – Frankfurt (Main) Süd | 30 min 15 min (Bad Homburg–Frankfurt Süd werktags) |
| S6                       | (Friedberg (Hess) – Bruchenbrücken – Nieder-Wöllstadt – Okarben –) Groß Karben – Dortelweil – Bad Vilbel – Bad Vilbel Süd – Frankfurt-Berkersheim – Frankfurt-Frankfurter Berg – Frankfurt-Eschersheim – Frankfurt-Ginnheim – Frankfurt (Main) West – Frankfurt am Main Messe – Frankfurt (Main) Galluswarte – Frankfurt (Main) Hbf tief – Frankfurt (Main) Taunusanlage – Frankfurt (Main) Hauptwache – Frankfurt (Main) Konstablerwache – Frankfurt (Main) Ostendstraße – Frankfurt (Main) Lokalbahnhof – Frankfurt (Main) Süd – Frankfurt (Main) Stresemannallee – Frankfurt-Louisa – Neu-Isenburg – Dreieich-Buchschlag – Langen Flugsicherung – Langen (Hess) (– Egelsbach – Erzhausen – Darmstadt-Wixhausen – Darmstadt-Arheilgen – Darmstadt Hbf) | 15 min (Groß Karben–Langen montags–freitags, Bad Vilbel–Langen samstags, Bad Vilbel–Frankfurt Süd sonn-/feiertags) 30 min (Friedberg–Groß Karben montags–freitags, Friedberg–Bad Vilbel samstags, sonn-/feiertags und Langen–Darmstadt werktags, Frankfurt Süd–Darmstadt sonn-/feiertags) |
| S8                       | Wiesbaden Hbf – Wiesbaden Ost – Mainz Nord – Mainz Hbf – Mainz Römisches Theater – Mainz-Gustavsburg – Mainz-Bischofsheim – Rüsselsheim Opelwerk – Rüsselsheim – Raunheim – Kelsterbach – Frankfurt am Main Flughafen Regionalbahnhof – Frankfurt (Main) Gateway Gardens – Frankfurt am Main Stadion – Frankfurt-Niederrad – (Frankfurt (Main) Hbf /) (nur HVZ) Frankfurt (Main) Hbf tief – Frankfurt (Main) Taunusanlage – Frankfurt (Main) Hauptwache – Frankfurt (Main) Konstablerwache – Frankfurt (Main) Ostendstraße – Frankfurt (Main) Mühlberg – Offenbach-Kaiserlei – Offenbach Ledermuseum – Offenbach Marktplatz – Offenbach (Main) Ost (– Mühlheim (Main) – Mühlheim (Main) Dietesheim – Steinheim (Main) – Hanau Hbf) (nur HVZ)             | 30 min 10/20 min (Kelsterbach–Frankfurt Hbf zur HVZ) |
| S9                       | Wiesbaden Hbf – Wiesbaden Ost – Mainz-Kastel – Mainz-Bischofsheim – Rüsselsheim Opelwerk – Rüsselsheim – Raunheim – Kelsterbach – Frankfurt am Main Flughafen Regionalbahnhof – Frankfurt (Main) Gateway Gardens – Frankfurt am Main Stadion – Frankfurt-Niederrad – Frankfurt (Main) Hbf tief – Frankfurt (Main) Taunusanlage – Frankfurt (Main) Hauptwache – Frankfurt (Main) Konstablerwache – Frankfurt (Main) Ostendstraße – Frankfurt (Main) Mühlberg – Offenbach-Kaiserlei – Offenbach Ledermuseum – Offenbach Marktplatz – Offenbach (Main) Ost – Mühlheim (Main) – Mühlheim (Main) Dietesheim – Steinheim (Main) – Hanau Hbf | 30 min |
| Stand: 15. Dezember 2024 | | |